# Gmina Grodzisk
Die Gmina Grodzisk [ˈɡrɔd͡ʑisk] (litauisch Grodzisko valsčius) ist eine Landgemeinde im Powiat Siemiatycki der Woiwodschaft Podlachien, Polen. Ihr Sitz ist das gleichnamige Dorf.

## Gliederung
Zur Landgemeinde Grodzisk gehören 42 Ortschaften mit einem Schulzenamt:
Aleksandrowo
Biszewo
Bogusze-Litewka
Bogusze Stare
Czaje
Czarna Cerkiewna
Czarna Średnia
Czarna Wielka
Dołubowo-Wyręby
Drochlin
Grodzisk I
Grodzisk II
Jaszczołty
Kamianki
Koryciny
Kosianka Leśna
Kosianka Stara
Kosianka-Trojanówka
Kozłowo
Krakówki-Dąbki-Krakówki-Włodki
Krakówki-Zdzichy
Krynki-Białokunki
Krynki Borowe
Krynki-Jarki
Krynki-Sobole
Lubowicze
Makarki
Małyszczyn
Mierzynówka
Morze
Niewiarowo-Przybki
Niewiarowo-Sochy
Porzeziny-Mendle
Rybałty
Siemiony
Stadniki
Stare Sypnie
Sypnie Nowe
Żale
Żery Bystre
Żery-Czubiki
Żery-Pilaki
Weitere Orte der Gemeinde sind Dobrogoszcz, Kosianka-Boruty, Krynki-Miklasy, Porzeziny-Giętki und Targowisk.